# Ataque aéreo en Damasco de 2023
El ataque aéreo en Damasco se originó el 19 de febrero de 2023, perpetrado por la Fuerza Aérea de Israel. El ataque tuvo como objetivo sitios en la Gobernación de Damasco, incluido un edificio residencial. Se han reportado cinco muertos y quince heridos, con algunos de los heridos en estado grave.

## Fondo
Desde el estallido de la guerra civil siria en 2011, hechos similares han estado ocurriendo de manera recurrente. En Siria hay una gran presencia de tropas iraníes, así como representantes a favor de Teherán como Hezbolá y otras milicias afines en Afganistán e Irak. El ataque tuvo lugar en la misma zona donde el alto comandante de Hezbolá, Imad Mugniyah, fue asesinado en 2008.

## Ataque
El 18 de febrero, Israel bombardeó objetivos en Damasco desde los Altos del Golán. El barrio de Kafersuseh también fue blanco de los ataques, cerca de instalaciones iraníes altamente vigiladas. Testigos y funcionarios dijeron que el suceso mató a cinco personas. El ataque golpeó un almacén utilizado por combatientes iraníes y del Hezbolá. Los edificios históricos cerca de la Ciudadela de Damasco resultaron dañados, lo que se atribuyó al bombardeo. También dañó edificios cerca de la plaza de los Omeyas, donde se encuentran múltiples instalaciones de seguridad. Otros edificios civiles también resultaron perjudicados. 15 civiles terminaron heridos.
El gobierno de Siria afirmó haber derribado múltiples misiles. Una mujer murió en la calle de Marzaa, posiblemente debido a las municiones antiaéreas sirias.
Según el Observatorio Sirio de Derechos Humanos, 15 personas fueron asesinadas, con al menos 2 civiles.

## Reacciones
- Hamás "condenó enérgicamente el ataque israelí y sus ataques contra los barrios residenciales de la capital, Damasco".[11]
- La Yihad Islámica Palestina consideró que el bombardeo de Damasco “revela los continuos esfuerzos de Israel para atacar a Siria y profundizar la tragedia de su pueblo que está sanando sus heridas tras el devastador terremoto”.[11]